# Bourgvilain
Bourgvilain is een gemeente in het Franse departement Saône-et-Loire (regio Bourgogne-Franche-Comté) en telt 332 inwoners (2004). De plaats maakt deel uit van het arrondissement Mâcon.

## Geografie
De oppervlakte van Bourgvilain bedraagt 12,0 km², de bevolkingsdichtheid is 27,7 inwoners per km².
De onderstaande kaart toont de ligging van Bourgvilain met de belangrijkste infrastructuur en aangrenzende gemeenten.

## Demografie
Onderstaande figuur toont het verloop van het inwonertal (bron: INSEE-tellingen).